# W817 (televisieserie)
W817 (uitspraak: wacht eens even) is een Vlaamse komische jeugdreeks die van 1999 tot 2003 op Ketnet liep, waarvan nog steeds herhalingen worden uitgezonden. W817 behoorde tot een reeks van drie VRT-jeugdsitcoms. Opvolgers waren En daarmee basta! en Click-ID. Er zijn in totaal vijf seizoenen met alles bij elkaar 131 afleveringen gemaakt. De afleveringen uit de eerste reeks duurden naargelang de aflevering 15 à 20 minuten, later werd elke aflevering ongeveer een kwartier. Afleveringen vanaf reeks 2 worden nog dagelijks herhaald op Ketnet. Reeks 1 werd door het grote gebruik van schuttingtaal slechts één keer uitgezonden.
De eerste film stond gepland voor oktober 2020 en zou een vervolg op de serie zijn. Tussen deze nieuwe film en de serie ligt een periode van twintig jaar. De film heet 8eraf en zou er alleen komen als er 50.000 kaartjes werden verkocht voor 4 april 2020. Deze 50.000 personen zijn tevens de enigen die de film te zien zouden krijgen. Op 3 april 2020 werd dit doel gehaald. Op 21 april 2020 werd bekendgemaakt dat de film door de coronapandemie pas uitkwam in oktober 2021. De eerste draaidag was in april dat jaar.

## Concept
De reeks speelt zich af in een studentenhuis waar vijf jongeren - drie jongens, twee meisjes (vanaf seizoen 3, zes jongeren, waarvan vier jongens en twee meisjes) - samenwonen. Dit huis bevindt zich in wijk 8, nummer 17 of kortweg "W817", dat ook als "wacht eens even" kan worden uitgesproken, vandaar de titel. Veel afleveringen draaien rond komische situaties, parodieën op bekende films en af en toe wordt er ook aandacht gespendeerd aan ernstige thema's, zoals aids en homoseksualiteit. De reeks wordt hiervoor vaak geprezen: de mix van soms zeer pijnlijke verhaallijnen en ernstige thema's, toch luchtig gehouden met de gepaste humor. Om de reeks flitsender te maken, werd elke scèneovergang voorafgegaan door een vooruitspoelgeluid. Ieder seizoen werd ook afgesloten met een spannende cliffhanger, zodat de kijkers vol spanning konden uitkijken naar het nieuwe seizoen.

## Hoofdpersonages
De hoofdpersonages van de serie bleven nagenoeg iedere jaargang dezelfde. In seizoen 2 dook Jenne Decleir voor het eerst op als Carlo. Oorspronkelijk had hij maar een kleine rol, maar in seizoen 3 dook hij weer op en werd het een vast personage. Seizoen 4 kenmerkte zich door de afwezigheid van Britt Van Der Borght, die omwille van haar zwangerschap slechts sporadisch opdook. Om haar leegte op te vangen, werd de cast versterkt door Kalina Malehounova, die als Kim de tienerdochter van de huisbaas werd. Na de terugkeer van Zoë werd de rol van Kim in seizoen 5 verkleind en was ook Jasmijn minder te zien.
| Acteur               | Personage         | Rolbeschrijving |
| -------------------- | ----------------- | --- |
| Govert Deploige      | Steve Mertens     | Steve is schijnbaar het meest normale en verantwoordelijke lid van de bende. Hij studeert sportwetenschappen en gaat later aan de slag als leerkracht LO op een middelbare school. Zijn homoseksuele geaardheid draagt ertoe bij dat hij fungeert als de goede huisvader, die zorgt voor een dosis orde wanneer dat nodig is. Steve heeft een zeer goede band met Birgit en is zelfs al met haar in bed beland, wat hem aardig wat mentale verwarring bezorgde. Hoewel Steve het meest nuchtere lid van de bende is kan hij zich ook opjagen in kleine dingen, het huishouden is daar een voorbeeld van.                                                                             |
| Kadèr Gürbüz         | Birgit Baukens    | Birgit is het enige lid van de bende dat niet studeert. Ze komt over als egocentrisch en opportunistisch, al blijkt achter die façade soms ook wel een kwetsbare vrouw schuil te gaan. Birgit heeft een goede band met Steve en deelt ook een amoureus verleden met Tom. Hoewel ze zich steeds afvraagt wat ze ooit in Tom heeft gezien, valt ze diep vanbinnen nog steeds voor hem. Birgit ziet voor zichzelf een toekomst als carrièrevrouw en echtgenote van een ware adonis. |
| Britt Van Der Borght | Zoë Zonderland    | Zoë studeert psychologie, maar slaagt er opvallend goed in dat te combineren met de ene nachtelijke fuifescapade na de andere. Ze fladdert van de ene foute jongen naar de andere, totdat ze Mickey leert kennen. Het is voor haar een bijzonder zware klap wanneer blijkt dat hij seropositief is en niet lang meer te leven heeft. Zoë herpakt zich ernstig en stort zich weer volledig op haar studies. Haar daarbij horende stage in het Nederlandse dorpje Urk wil ze echter zo snel mogelijk vergeten. Na Mickey's dood beslist ze toch haar oude levensstijl terug op te nemen. Mickey had immers een video achtergelaten voor haar waarin hij haar vroeg niet te veranderen. |
| Danny Timmermans     | Tom De Rijcke     | Tom is schrijver, maar spendeert zijn dagen eerder aan chips eten en televisie kijken dan dat hij een letter op papier zet. Hij pocht graag over zijn voorbije relatie met Birgit, maar lijkt er niet meteen op uit te zijn haar weer te veroveren. Zeker niet wanneer hij smoorverliefd wordt op Ellen, de beste vriendin van Zoë. Ze besluiten te trouwen, maar Ellen laat hem uiteindelijk voor het altaar staan en gaat ervandoor met de vriend van Birgit. Tom gooit zijn leven over een andere boeg en gaat samen met Jasmijn communicatiewetenschappen studeren. |
| Aron Wade            | Akke Impens       | Akke is de vreemde eend in de bijt. Hij is een echte computernerd en studeert informatica. Hij is allesbehalve vaardig in een normale sociale omgang. Ook op amoureus vlak is hij bijzonder onhandig, wat hem er onbewust toe aanzet een gespleten persoonlijkheid te ontwikkelen. Als de swingende Berend ligt plots heel wat vrouwelijk schoon hem aan de voeten. Akke brengt haast ieder moment van de dag samen door met zijn studiegenoot Carlo. Ooit willen ze samen een IT-bedrijf oprichten. |
| Aagje Dom            | Jasmijn De Ridder | Jasmijn is de puberende dochter van de huisbaas. Ze springt te pas en te onpas bij de bende binnen en werkt hen aanvankelijk eerder op de zenuwen. Ze spiegelt zich voortdurend aan Zoë en probeert zich even hip en trendy te gedragen, in de hoop het populaire schoolmeisje te worden dat succes heeft bij iedere jongen. Wanneer de vader van Jasmijn het huis wil verkopen en de bende het huis uit moet, neemt Jasmijn het voor hen op. De bende is haar ontzettend dankbaar en sluit haar nauw in de armen. |
| Jenne Decleir        | Carlo Stadeus     | Carlo is een studiegenoot van Akke en samen beginnen ze het project BORF voor de universiteit. BORF is een succes en ze zetten een bedrijfje op. Carlo gaat bij een ander bedrijf werken waardoor hij een tijdje verdwijnt. Het andere bedrijf schijnt gerund te worden door hackers en Carlo krijgt de politie achter zich aan. Wanneer Akke zijn onschuld kan bewijzen, komt Carlo bij de bende inwonen. Carlo is een echte vrouwengek, ware het niet dat niemand hem ziet staan. Zijn ultieme droomvrouw is Birgit en hij doet dan ook de ene poging na de andere om bij haar op een goed blaadje te komen.                                                                       |
| Kalina Malehounova   | Kim De Hert       | Kim is de dochter van de nieuwe en strenge huisbaas. Ze komt aanvankelijk over als een nogal arrogant en betweterig type, dat er niet voor terugdeinst de bende om een gunst te vragen in ruil voor goede woordjes naar haar vader toe. De bende doet er bijgevolg alles aan om haar te vriend te houden, tot grote ergernis van Jasmijn, die zich compleet achteruitgeschoven en genegeerd voelt. Hoewel het gedrag van Kim uiteindelijk in positieve zin evolueert, ziet het er niet naar uit dat zij en Jasmijn ooit vriendinnen zullen worden. |

| Personages        | Seizoen 1 | Seizoen 2 | Seizoen 3 | Seizoen 4 | Seizoen 5 | Film 8eraf! |
| ----------------- | --------- | --------- | --------- | --------- | --------- | ----------- |
| Steve Mertens     |           |           |           |           |           |             |
| Birgit Baukens    |           |           |           |           |           |             |
| Tom Derijcke      |           |           |           |           |           |             |
| Zoe Zonderland    |           |           |           |           |           |             |
| Akke Impens       |           |           |           |           |           |             |
| Jasmijn De Ridder |           |           |           |           |           |             |
| Carlo Stadeus     |           |           |           |           |           |             |
| Kim De Hert       |           |           |           |           |           |             |

## Nevenpersonages
- Ted - Koen Monserez (reeks 1)
- vriendin Zoë, Inga - Katrien De Ruysscher (reeks 1-2, 5)
- Tony - Gregory Caers (reeks 1-3, 5)
- Norbert - Luk D'Heu (reeks 1-3, 5)
- Alfons De Ridder - Frans Van der Aa (reeks 2-5 + film)
- Linda Peiremans - Katelijne Damen (reeks 2-3)
- Ellen Devrooy - Machteld Timmermans (reeks 2-5 + film)
- Mickey - Mathias Sercu (reeks 2-3, 5)
- Johan - Jeron Amin Dewulf (reeks 3-5 + film)
- Mieke - Olympia Allaert (reeks 3)
- Vader Mieke - Guido De Craene (reeks 3)
- Danny - Theo Hijzen (reeks 3)
- Prospèr Van Veltem - Peter Seynaeve (reeks 3, 5)
- Advocaat John De Groote - Jo Decaluwe (reeks 3)
- Frank Roosen - Robin David (reeks 3)
- Big Boss - Danny Riesterer (reeks 3)
- Evita - Kristine Van Pellicom (reeks 3)
- Marc - Mark Tijsmans (reeks 3)
- Latka - Yasja Musatov (reeks 3)
- Maaike - Barbara de Jonge (reeks 3)
- Bert - Jürgen Cassiers (reeks 3, 5)
- Axel Derijcke - Jef Ravelingen (reeks 3-5)
- Maarten - Johan Terryn (reeks 3)
- Oswald - Staf Coppens (reeks 3, 5)
- Luca "Luc" - Tristan Versteven (reeks 3)
- Robert De Hert - Hans De Munter (reeks 3-5)
- Manager - Robert de la Haye (reeks 4-5)
- Franky - Steven Van Herreweghe (reeks 4)
- Andy - Youri Sanders (reeks 4)
- Michiel Simon - Frank Van Erum (reeks 4-5)
- Ken - Bert Vannieuwenhuyse (reeks 4-5)
- Agent Bollue - Koen Van Impe (reeks 4)
- Agent Vanhove - Eric Kerremans (reeks 4)
- Greet - Helga Van der Heyden (reeks 4)
- Geert - Joris Hessels (reeks 4)
- Jeroen - Koen Burssens (reeks 4)
- Kirsten - Chadia Cambie (reeks 4)
- Vampirella - Mieke Laureys (reeks 4-5)
- Dieter - Peter Michel (reeks 4)
- Gabriël - Paul Maes (reeks 5)
- Gella Stadeus - Inge Paulussen (reeks 5)
- Vader Stadeus - Jan Decleir (reeks 5)
- Roel - Steve Geerts (reeks 5)
- Paco - Aron Wade (reeks 5)
- Fastwin - Wim Peters (reeks 5)
- Robbie - Frank Mercelis (reeks 5)
- Vanessa "Fox" - Eva Pauwels (reeks 5)

## Gastrollen

### Seizoen 1
- Aflevering 1: Koen Monserez - Ted, Katrien De Ruysscher - vriendin Zoë, Tristan Versteven & Christophe Stienlet - partygangers
- Aflevering 2: Mout Uyttersprot - pizzaboy
- Aflevering 3: /
- Aflevering 4: /
- Aflevering 5: Gregory Caers - Tony
- Aflevering 6: Gregory Caers - Tony, Olivier De Smet - Dick
- Aflevering 7: Sjarel Branckaerts - vader Zoë
- Aflevering 8: Gregory Caers - Tony, Katrien De Ruysscher - vriendin Zoë, Frank De Kaey - dokter Ernst, Vicky Florus - verpleegster
- Aflevering 9: Sus Slaets - Kevin
- Aflevering 10: Koen Monserez - Ted, Gregory Caers - Tony, Luk D'Heu - Norbert, Wouter Bruneel - Albert

### Seizoen 2
- Aflevering 1: Gregory Caers - Tony, Ron Cornet - poetser, Anne Mie Gils - hostess
- Aflevering 2: Gregory Caers - Tony, Peter Van de Veire - agent
- Aflevering 3: Jenne Decleir - Carlo
- Aflevering 4: Frans Van der Aa - vader Jasmijn, Karen De Visscher - Agnes, Luk D'Heu - Norbert, Saskia De Baere - Barbara, Ruth Verhelst - Inge
- Aflevering 5: Ludo Busschots - verkoper
- Aflevering 6: Jenne Decleir - Carlo, Tom Vermeir - Olivier, Ludo Busschots - verkoper, Frans Van der Aa - vader Jasmijn, Tristan Versteven & Christophe Stienlet - leden RLF
- Aflevering 7: Katelijne Damen - Linda, Frans Van der Aa - vader Jasmijn, Jenne Decleir - Carlo, Machteld Timmermans - Ellen, Luk D'Heu - Norbert
- Aflevering 8: Katelijne Damen - Linda, Frans Van der Aa - Vader Jasmijn, Jenne Decleir - Carlo, Machteld Timmermans - Ellen
- Aflevering 9: Jenne Decleir - Carlo, Machteld Timmermans - Ellen, Gregory Caers - Tony, Ben Hemerijckx - Fons, Ivo Vereecken - bewaker
- Aflevering 10: Jenne Decleir - Carlo, Machteld Timmermans - Ellen, Gregory Caers - Tony
- Aflevering 11: Jenne Decleir - Carlo, Machteld Timmermans - Ellen, Danny Riesterer - professor
- Aflevering 12: Machteld Timmermans - Ellen
- Aflevering 13: Jenne Decleir - Carlo, Machteld Timmermans - Ellen, Mathias Sercu - Mickey, Guy Segers - Professor
- Aflevering 14: Jenne Decleir - Carlo, Machteld Timmermans - Ellen, Mathias Sercu - Mickey
- Aflevering 15: Jenne Decleir - Carlo, Machteld Timmermans - Ellen, Mathias Sercu - Mickey
- Aflevering 16: Jenne Decleir - Carlo, Machteld Timmermans - Ellen
- Aflevering 17: Jenne Decleir - Carlo, Machteld Timmermans - Ellen, Mathias Sercu - Mickey
- Aflevering 18: Jenne Decleir - Carlo, Machteld Timmermans - Ellen, Mathias Sercu - Mickey, Katrien De Ruysscher - Marina, Brik Van Dyck - Raf, Boysband (toenmalige muziekgroep)
- Aflevering 19: Jenne Decleir - Carlo, Machteld Timmermans - Ellen, Mathias Sercu - Mickey, Ludo Hellinx - agent, Marc Peeters - Bère, Arthur Semay - Grecco
- Aflevering 20: Jenne Decleir - Carlo, Machteld Timmermans - Ellen, Mathias Sercu - Mickey

### Seizoen 3
- Aflevering 1: Machteld Timmermans - Ellen, Gene Thomas - Jörg, Danny Riesterer - professor
- Aflevering 2: Machteld Timmermans - Ellen, Daan Hugaert - Fons, Sien Eggers - Mia; de ouders van Ellen
- Aflevering 3: Machteld Timmermans - Ellen, Mathias Sercu - Mickey, Jan Fonteyn - Lars, Yves De Pauw - Björn, Jeron Dewulf - Johan
- Aflevering 4: Jeron Dewulf - Johan
- Aflevering 5: Machteld Timmermans - Ellen, Tessy Moerenhout - vrouw, Pol De Prins - winkeldetective
- Aflevering 6: Machteld Timmermans - Ellen, Mathias Sercu - Mickey, Frank Dingenen - dokter 1, Jos Dom - dokter 2
- Aflevering 7: Mathias Sercu - Mickey, Olympia Allaert - Mieke, Guido De Craene - vader Mieke
- Aflevering 8: Machteld Timmermans - Ellen, Theo Heyzen - Danny
- Aflevering 9: Theo Hijzen - Danny, Jo Decaluwé - Meester De Groote, Guido De Craene - vader Mieke, Saartje Vandendriessche - Passant
- Aflevering 10: Peter Seynaeve - Prosper, Jo De Caluwé - meester De Groote, Olympia Allaert - Mieke, Guido De Craene - vader Mieke
- Aflevering 11: Mathias Sercu - Mickey, Peter Seynaeve - Prosper, Door Van Boeckel - tandarts Xavier
- Aflevering 12: Mathias Sercu - Mickey
- Aflevering 13: /
- Aflevering 14: Peter Seynaeve - Prosper, Mathias Sercu - Mickey, Robin David - Frank Roosen, Erik Beullens - Gust
- Aflevering 15: Machteld Timmermans - Ellen, Kristine Van Pellicom - Evita, Ivo Vereecken - securityportier, Robin David - Frank Roosen, Danny Riesterer - Big Boss
- Aflevering 16: Machteld Timmermans - Ellen, Kristine Van Pellicom - Evita, Mark Tijsmans - Marc
- Aflevering 17: Kristine Van Pellicom - Evita, Mark Tijsmans - Marc, Danny Riesterer - Big Boss, Hugo Van Gelderen - Klant
- Aflevering 18: Kristine Van Pellicom - Evita, Staf Coppens - Oswald
- Aflevering 19: Machteld Timmermans - Ellen, Jenne Decleir - Carlo, Peter Seynaeve - Prosper, Staf Coppens - Oswald, Jan Wyns - Kasper
- Aflevering 20: Machteld Timmermans - Ellen, Jenne Decleir - Carlo, Peter Seynaeve - Prosper, Danny Lamberts & Gaston Kuyckx - politieagenten
- Aflevering 21: Machteld Timmermans - Ellen, Jenne Decleir - Carlo, Peter Seynaeve - Prosper, Christophe Stienlet & Günther Reniers - hackers
- Aflevering 22: Machteld Timmermans - Ellen, Jenne Decleir - Carlo, Peter Seynaeve - Prosper, Yasja Musatov - Latka
- Aflevering 23: Machteld Timmermans - Ellen, Jenne Decleir - Carlo, Peter Seynaeve - Prosper, Yasja Musatov - Latka
- Aflevering 24: Machteld Timmermans - Ellen, Jenne Decleir - Carlo
- Aflevering 25: Jenne Decleir - Carlo, Elise De Vlieghere - Elvira, Eva Vanderauwera - Sabine
- Aflevering 26: Barbara De Jonge - Maaike, Jenne Decleir - Carlo, Katelijne Damen - Linda, Frans Van der Aa - vader Jasmijn
- Aflevering 27: Barbara De Jonge - Maaike, Jenne Decleir - Carlo, Saartje Vandendriessche - vriendin Birgit, Jan Sobrie - traiteur Danny
- Aflevering 28: Barbara De Jonge - Maaike, Jenne Decleir - Carlo
- Aflevering 29: Barbara De Jonge - Maaike, Jenne Decleir - Carlo
- Aflevering 30: Barbara De Jonge - Maaike, Jenne Decleir - Carlo, Geert Vaes - Jochem, Frans Van der Aa - vader Jasmijn
- Aflevering 31: Jenne Decleir - Carlo, Gregory Caers - Tony
- Aflevering 32: Jenne Decleir - Carlo, Luk D'Heu - Norbert, Kurt Vandendriessche - radio-dj
- Aflevering 33: Jenne Decleir - Carlo, Barbara De Jonge - Maaike, Luk D'Heu - Norbert
- Aflevering 34: Jenne Decleir - Carlo, Kurt Van Eeghem - presentator, Joris Hessels - student Informatica
- Aflevering 35: Jenne Decleir - Carlo, Jorgen Cassier - Bert
- Aflevering 36: Jenne Decleir - Carlo, Jorgen Cassier - Bert, Jef Ravelinghien - Axel
- Aflevering 37: Jenne Decleir - Carlo, Jorgen Cassier - Bert, Jef Ravelinghien - Axel
- Aflevering 38: Jenne Decleir - Carlo, Barbara De Jonge - Maaike, Jorgen Cassier - Bert, Fran Vanseveren - Els, Johan Terryn - journalist
- Aflevering 39: Jenne Decleir - Carlo, Johan Terryn - journalist
- Aflevering 40: Jenne Decleir - Carlo, Staf Coppens - Oswald
- Aflevering 41: Jenne Decleir - Carlo, Barbara De Jonge - Maaike, Staf Coppens - Oswald, Hubert Damen - directeur
- Aflevering 42: Jenne Decleir - Carlo, Barbara De Jonge - Maaike, Staf Coppens - Oswald
- Aflevering 43: Jenne Decleir - Carlo, Frans Van der Aa - vader Jasmijn
- Aflevering 44: Jenne Decleir - Carlo, Preben Verberkt - Hans, Tristan Versteven - Luca
- Aflevering 45: Jenne Decleir - Carlo, Tristan Versteven - Luca, Frans Van der Aa - vader Jasmijn
- Aflevering 46: Jenne Decleir - Carlo, Tristan Versteven - Luca, Frans Van der Aa - vader Jasmijn, Katelijne Damen - Linda

## Afleveringen
| Seizoen | Afleveringen | Aantal | Uitzenddatum                       |
| ------- | ------------ | ------ | ---------------------------------- |
| 1       | 1 - 10       | 10     | 6 januari 1999 - 10 maart 1999     |
| 2       | 11 - 30      | 20     | 3 februari 2000 - 1 maart 2000     |
| 3       | 31 - 78      | 48     | 7 februari 2001 - 13 april 2001    |
| 4       | 79 - 100     | 22     | 28 januari 2002 - 26 februari 2002 |
| 5       | 101 - 131    | 31     | 3 februari 2003 - 17 maart 2003    |

### Seizoensfinales
- Seizoen 1: Steve wil met Tony naar Spanje verhuizen voor minstens een jaar. De bende organiseert een feestje voor zijn vertrek.
- Seizoen 2: Carlo dient zijn ontslag in bij AKA en vertrekt met de noorderzon. Ondertussen hebben Tom en Ellen relatieproblemen.
- Seizoen 3: Alfons verkoopt het huis wegens geldproblemen en de studenten worden uitgezet. De studenten denken terug aan hun eerste kennismaking met elkaar. Net wanneer Robert tekent, komt Tom binnengesprongen.
- Seizoen 4: Birgit werd opgelicht door een sekte en is al haar geld kwijt. Ze ziet het niet meer zitten en wanneer ze thuis geen steun vindt - de rest van de bende is naar een fuif - neemt ze een drastisch besluit. Even later is Zoë terug uit Nederland en doet ze een verschrikkelijke ontdekking in de badkamer. Intussen hebben Tom en Ellen elkaar na lange tijd weer ontmoet en zich met elkaar verzoend. Wanneer hij de ochtend nadien in het bed van Ellen wakker wordt, beleeft hij de schrik van zijn leven: ze heeft een baby.
- Seizoen 5: De bende organiseert een afscheidsfeestje, want Zoë en Akke zijn afgestudeerd en zullen weldra verhuizen. Ook Steve lijkt de bende te zullen verlaten, want hij stemt in om met zijn vriend Robbie te gaan samenwonen. Onder de feestvierders vele oude bekenden, zoals ook Ellen en Gella, die respectievelijk Tom en Akke blijken terug te willen, maar niet meteen in hun opzet slagen. Carlo die na een kus van Birgit op de vloer ligt weg te dromen, vormt het laatste beeld van de serie.

## Catchphrases
Catchphrases die vaak terugkomen in de serie zijn:
- Iep! (door Jasmijn)
- Dat is jawel! (door Birgit)
- My god! (door Birgit)
- Toi toi toi (door Birgit)
- Salaat! (door Akke)
- You mothersnipper (door Steve)
- Funny, très funny.
- Shuck
- Wacht eens even!
- Voor een frietje groot of klein moet je bij Joséke zijn.
- Tom en Akke of Carlo die rechtstaan en "Exposure" roepen terwijl ze met hun handen een soort wiegende beweging maken. Exposure is de muziekgroep waarbij Steve nog heeft gezongen.
- Schnipp
- Zeemlap!

## Einde van de serie
Ondanks het blijvende succes betekende de vijfde jaargang het einde van de serie. Deze beslissing werd genomen op vraag van de acteurs, die het stilaan onrealistisch vonden om als dertigers studerende twintigers te blijven spelen. Ook vonden een aantal onder hen het tijd worden voor andere rollen. Zo had Govert Deploige intussen getekend voor een vaste rol in Thuis en waren Kadèr Gürbüz, Aron Wade en Jenne Decleir druk bezig in het theater.
In de laatste aflevering is iedereen afgestudeerd en besluit elk lid van de bende zijn eigen weg uit te gaan. Er wordt een groot afscheidsfeest gehouden, waarbij quasi iedereen met wie de bende ooit te maken kreeg, weer opduikt. Na de ontmoetingen met de oude bekenden zondert de bende zich even af en nemen ze intiem afscheid, waarna ze gaan feesten. Daarop wordt van elk hoofdpersonage een compilatie met de beste momenten getoond op uiteenlopende muziek:
- Tom: 'Batdance' van Prince
- Birgit: 'Bitch' van Meredith Brooks
- Carlo: 'Macho' van Doe Maar
- Jasmijn: 'Wannabe' van Spice Girls
- Steve: 'Jump' van Kris Kross
- Kim: 'Sweet Sixteen' van Billy Idol
- Akke: 'A little less conversation' van Elvis Presley
- Zoë: 'Lovefool' van The Cardigans

Voorafgaand van de beste scènes is er nog een grappig moment van de personages te zien, tijdens het feest. Bij het fragment van Akke is hij samen in beeld te zien met Nonkel Eddy (dubbelrol van Aron Wade), waarover hij altijd spreekt, maar die nog nooit in beeld was geweest. In de allerlaatste scène is te zien hoe Carlo op de grond ligt en helemaal wegdroomt na de kus van Birgit (in het liedje: 'The Most Beautiful Girl in the World' van Prince). Deze aflevering werd voor het eerst uitgezonden in 2003, maar werd ondertussen al verschillende keren herhaald op Ketnet.

## Film
De eerste film stond gepland voor oktober 2020 en zou een vervolg op de serie zijn. Tussen deze nieuwe film en de serie ligt een periode van twintig jaar. De film heet 8eraf en zou er alleen komen als er 50.000 kaartjes werden verkocht voor 4 april 2020. Deze 50.000 personen zijn tevens de enigen die de film te zien zouden krijgen. Op 3 april 2020 werd dit doel gehaald. Op 21 april 2020 werd bekendgemaakt dat de film door de coronapandemie pas uitkwam in oktober 2021. De eerste draaidag was in april dat jaar. De film werd uitgezonden op tv voor de eerste keer op 16 april 2022. Toen keken er 316.704 live. De film was al een week daarvoor beschikbaar op VRT NU.

## Ontvangst en succes
W817 werd van bij de start goed bevonden door de jongere kijkers en eveneens de kritische media. De reeks haalde vooral de eerste twee seizoenen hoge kijkcijfers die soms zelfs hoger waren dan de Canvasprogramma's die op hetzelfde kanaal werden uitgezonden. Het programma betekende ook de definitieve doorbraak voor sommige acteurs, die sindsdien meer rollen aangeboden krijgen. Het was lange tijd het populairste programma op Ketnet.
Meer dan twintig jaar na het einde van de reeks wordt deze nog steeds dagelijks herhaald. W817 had in vijf reeksen alles bij elkaar 131 afleveringen. Het eerste seizoen werd echter maar één keer op tv vertoond.
De twee opvolgers (En Daarmee Basta! en Click-ID) konden het succes nooit evenaren. Click-ID werd afgevoerd na twee minder succesvolle seizoenen. En Daarmee Basta liep vier reeksen.
De acteurs waren na de serie vooral de eerste jaren nog vaak te zien in kleinere rollen in verschillende Vlaamse producties. Toch kreeg geen enkele van de acteurs nog een even belangrijke televisierol als die in W817. Het grootste deel van de cast speelde nadien vooral in het theater.
Met de jaren is de serie uitgegroeid tot een cultserie bij de generatie die met de reeks opgroeide.
In maart 2019 kondigt hoofdrolspeler Danny Timmermans aan dat er gewerkt wordt aan een W817-film.

### Prijzen
- 1999: De officieuze Homofolieprijs, uitgereikt door Cavaria. Dit is een prijs voor wie zich verdienstelijk maakte in de strijd voor de emancipatie van holebi's. W817 ontving deze prijs vanwege het aankaarten van het thema homoseksualiteit en het niet stereotiep voorstellen van een homo.
- 2002: Het beste jeugdprogramma van de Vlaamse Gemeenschap.

## Dvd
In 2007 kondigde de VRT een dvd aan, maar deze bleef daarna om onbekende redenen nog uit. Het is niet zeker of de serie ooit op dvd wordt uitgebracht. Als dit gebeurt, zal dit hoogstwaarschijnlijk onder de dvd-reeks 'VRT Klassiekers' zijn. Of alle vijf de reeksen zouden uitgebracht worden, is eveneens onbekend.
De dvd-uitgave wordt voorlopig waarschijnlijk grotendeels tegengehouden door het feit dat iedereen die aan de serie meewerkte (regisseur, acteurs enz.) akkoord moet gaan. Lange tijd waren ook muziekrechten een groot struikelblok.

## Band
De hoofdpersonages, met uitzondering van Aron Wade (Akke), hebben een hele tijd met hun W817&Band rondgetrokken. Nadat de reeks was geëindigd, ging de band nog een tijdlang verder onder de naam Wazzda, echter alleen nog met Aagje Dom (Jasmijn), Govert Deploige (Steve) en Britt Van Der Borght (Zoë) in de bezetting. Eind 2005 stopte de band definitief. Aagje Dom maakte nadien wel nog lange tijd deel uit van een andere jongerenband, het Kids Power Team, waarin ze samen met Jenna Vanlommel en Grietje Vanderheijden optrad.
In de serie worden soms ook een soort van 'videoclip' getoond. Men kan dan een liedje horen van de eigen W817-band of een ander liedje waarop gedanst en/of gezongen wordt:
- De bende renoveert hun huis op het lied 'Als bende staan we sterk'.
- Birgit speelt mee in een videoclip van Carlo, die op dat moment een muziekcarrière heeft op het lied 'Zoë eet Pita'.
- De bende maakt een boswandeling en speelt allerlei spelletjes op het lied 'W817'.
- Jasmijn treedt samen met de rest van de bende op op een free podium. Ze zingen 'We zijn er voor elkaar'.

Jenne Decleir, Aagje Dom, Govert Deploige, Danny Timmermans, Britt Van Der Borght en Aron Wade traden op 29 en 30 november en 4 en 5 december 2017 op in het Sportpaleis in Antwerpen op Throwback Thursday Ketnet ter gelegenheid van de 20-jarige verjaardag van Ketnet. Ze brachten de nummers "We zijn er voor elkaar", "Zoë eet Pita" en "W817".

## Trivia
- Govert Deploige en Britt Van der Borght zijn in het echte leven een koppel.
- Danny Timmermans en Machteld Timmermans zijn in het echte leven een koppel. Deze collega-acteurs met dezelfde achternaam hebben echter geen familiaal verband.
- Danny Timmermans, Machteld Timmermans, Jenne Decleir en Kadèr Gürbüz vormen samen het theatergezelschap het Ongerijmde.
- In de serie zitten regelmatig verwijzingen naar andere series/films zoals naar The Untouchables, Mission Impossible, Pulp Fiction, Psycho, The Avengers, James Bond, Gone with the Wind, The A-Team, The Simpsons, Kabouter Plop, Sneeuwwitje, Star Wars, Star Trek, De Collega's, Schone Schijn, Flikken, Carlito's Way, Apocalypse Now, The Good, the Bad and the Ugly en Trainspotting.
- Soms verwijzen personages naar acteurs die een rol vertolken in de serie. Zo vermeldt Birgit dat ze onder andere Kadèr Gürbüz in de cast voor de verfilming van Toms boek wil, en Jasmijn zegt dat Staf Coppens "haar type" is, terwijl Staf een vriend van Jasmijn (Oswald) speelt in de reeks.
- In het begin van aflevering 9 van het eerste seizoen loopt Akke het verkeerde huis binnen, dat van Frank (Pol Goossen) en Simonneke (Marleen Merckx) uit Thuis. Sus Slaets die later een hoofdrol kreeg als Joost in En daarmee basta! is ook te zien in de aflevering.
- W817 werd vanaf seizoen twee ontdaan van het grote gebruik van het woord fuck en aanverwanten. Personages gebruiken sindsdien woorden als "sjnip" en "shuck". Zo ontstaan samenstellingen als "you mothersjnipper", onder andere gebruikt in het 4de seizoen wanneer Steve 's nachts stiekem op de motorfiets van Zoë rondrijdt.
- Enkele vaste figuranten uit F.C. De Kampioenen hadden een figurantenrol in reeks 5 als voetbalsupporters.
- In reeks 5 is Jan Decleir, de echte vader van Jenne Decleir, te zien als de vader van Carlo.
- In 2017 waren Aron Wade en Aagje Dom opnieuw even te zien als Akke en Jasmijn toen ze een prijs mochten uitreiken op Het gala van de gouden K's voor de langstlopende serie.
- Aflevering 20 van seizoen 3 wordt niet meer herhaald en is niet meer op VRT NU te bekijken door een scene met Akke die wakker wordt onder de chocoladevla en ''negertje'' zegt.
- Aflevering 21 van seizoen 5 wordt niet meer herhaald en is niet meer op VRT NU te bekijken door het gebruik van het woord 'slaafjes'.
- Sinds 2022 is er een podcast over W817, genaamd 'Watch17'.